# Championnat de Grèce féminin de basket-ball
Le championnat de Grèce de basket-ball féminin, (en grec : Α1 Εθνική Κατηγορία Καλαθοσφαίρισης Γυναικών) est une compétition de basket-ball qui représente en Grèce le sommet de la hiérarchie du basket-ball féminin. Elle est organisée par la Fédération de Grèce de basket-ball. 
Le championnat de Grèce de basket-ball existe depuis 1967.

## Historique
En 2014, AES Ellinikou remporte son premier titre national en remportant, notamment avec Anna Spiridopoulou et Lykendra Johnson, les finales par quatre victoires à aucune contre Proteas Voulas.

## Palmarès
- 1968 : Iraklís Salonique
- 1969 : Piraikós Le Pirée
- 1970 : Piraikós Le Pirée
- 1971 : Iraklís Salonique
- 1972 : Iraklís Salonique
- 1973 : SAAKTh Athènes
- 1974 : MGS Apóllon Kalamariá
- 1975 : AO Paleó Fáliro
- 1976 : Sporting Athènes
- 1977 : Sporting Athènes
- 1978 : Olympiakós Vólos
- 1979 : Sporting Athènes
- 1980 : Sporting Athènes
- 1981 : Sporting Athènes
- 1982 : AO Paleó Fáliro
- 1983 : Sporting Athènes
- 1984 : Sporting Athènes
- 1985 : Sporting Athènes
- 1986 : Sporting Athènes
- 1987 : Sporting Athènes
- 1988 : Sporting Athènes
- 1989 : Sporting Athènes
- 1990 : Sporting Athènes
- 1991 : Sporting Athènes
- 1992 : MGS Apóllon Kalamariá
- 1993 : Sporting Athènes
- 1994 : Sporting Athènes
- 1995 : Sporting Athènes
- 1996 : Sporting Athènes
- 1997 : Sporting Athènes
- 1998 : Panathinaïkós Athènes
- 1999 : Sporting Athènes
- 2000 : Panathinaïkós Athènes
- 2001 : DAS Áno Liósia
- 2002 : DAS Áno Liósia
- 2003 : DAS Áno Liósia
- 2004 : Sporting Athènes
- 2005 : Panathinaïkós Athènes
- 2006 : Esperídes Glyfáda
- 2007 : Paniónios Néa Smýrni
- 2008 : Esperídes Glyfáda-Kallithéa
- 2009 : Athinaïkós Výronas
- 2010 : Athinaïkós Výronas
- 2011 : Athinaïkós Výronas
- 2012 : Athinaïkós Výronas
- 2013 : Panathinaïkós Athènes
- 2014 : AE Soúrmena-Ellinikó
- 2015 : AE Soúrmena-Ellinikó
- 2016 : Olympiakós Le Pirée
- 2017 : Olympiakós Le Pirée
- 2018 : Olympiakós Le Pirée
- 2019 : Olympiakós Le Pirée
- 2020 : Olympiakós Le Pirée
- 2021 : Panathinaïkós Athènes
- 2022 : Olympiakós Le Pirée
- 2023 : Olympiakós Le Pirée
- 2024 : Olympiakós Le Pirée
- 2025 : Olympiakós Le Pirée

## Bilan par club
| Club                        | Titres | Saisons |
| --------------------------- | ------ | --- |
| Sporting Athènes            | 21     | 1976, 1977, 1979, 1980, 1981, 1983, 1984, 1985, 1986, 1987, 1988, 1989, 1990, 1991, 1993, 1994, 1995, 1996, 1997, 1999, 2004 |
| Olympiakós Le Pirée         | 9      | 2016, 2017, 2018, 2019, 2020, 2022, 2023, 2024, 2025                                                                         |
| Panathinaïkós Athènes       | 5      | 1998, 2000, 2005, 2013, 2021                                                                                                 |
| Athinaïkós Výronas          | 4      | 2009, 2010, 2011, 2012 |
| Iraklís Salonique           | 3      | 1968, 1971, 1972 |
| DAS Áno Liósia              | 3      | 2001, 2002, 2003 |
| Piraikós Le Pirée           | 2      | 1969, 1970 |
| MGS Apóllon Kalamariá       | 2      | 1974, 1992 |
| AO Paleó Fáliro             | 2      | 1975, 1982 |
| Esperídes Glyfáda-Kallithéa | 2      | 2006, 2008 |
| AE Soúrmena-Ellinikó        | 2      | 2014, 2015 |
| SAAKTh Athènes              | 1      | 1973 |
| Olympiakós Vólos            | 1      | 1978 |
| Paniónios Néa Smýrni        | 1      | 2007 |